# Kosiarský potok (dopływ Bystricy)
Kosiarský potok – potok będący prawym dopływem rzeki Bystrica na Słowacji. Jego zlewnia znajduje się w Górach Kremnickich. Potok wypływa na północnych zboczach szczytu Cmeľová (843 m) i spływa początkowo w kierunku północnym, potem północno-wschodnim. Uchodzi do Bystricy na wysokości około 420 m w Uľance (część miejscowości Harmanec), w bliskiej odleglości od ujścia Starohorskiego potoku. 
Kosiarský potok na dwa lewobrzeżne dopływy. Przy ujściu górnego z nich znajduje się kamieniołom. Dolinę potoku porasta las. Wzdłuż koryta potoku prowadzi droga, a nią znakowany szlak turystyki pieszej i rowerowej.

## Szlaki turystyczne
Uľanka – dolina Kosiarskiego potoku – Riečanske sedlo – Riečka. Odległość 6,8 km, czas przejścia 2:05 h, suma podejść 380 m, suma zejść 295 m, z powrotem 2 h.